# غشاء محدد ظاهر
الغِشاء المحدد الخارجي أو الغشاء المحدد الظاهر (بالإنجليزية: External limiting membrane) هو أحد الطبقات العشر المتميزة من شبكية العين. وتحتوي على شبكة-كهيكل قائم على أسس قضبان و مخاريط.

## صور إضافية

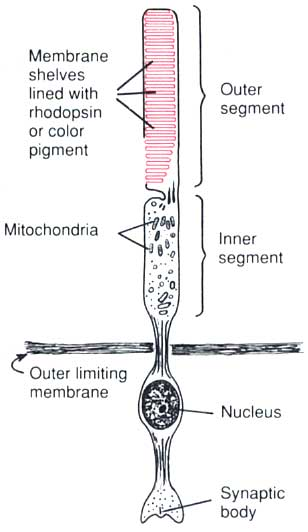
قضبان ومخاريط
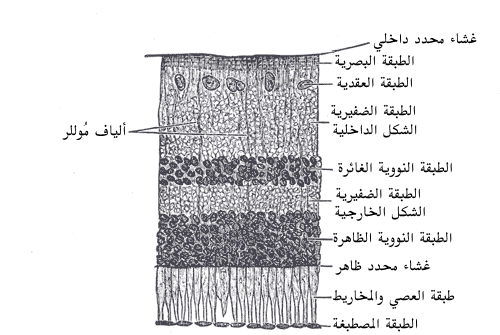
قسم الشبكية
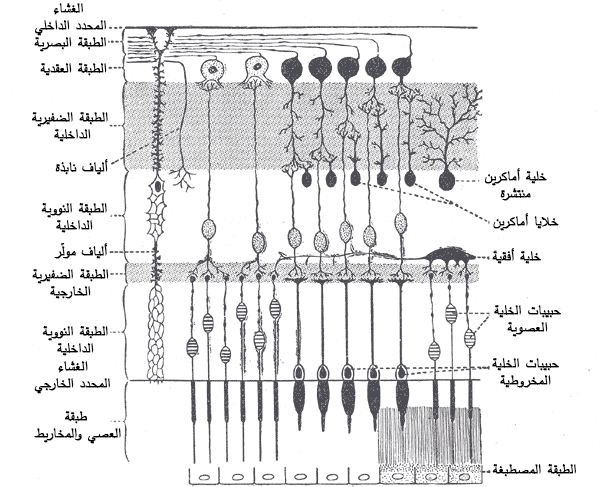
خريطة الشبكية العصبية

## وصلات خارجية
- صور نسيجية: 07902loa — نظام تعلم علم الأنسجة في جامعة بوسطن

- http://www.med.uiuc.edu/histo/small/atlas/objects/126.htm نسخة محفوظة 13 مارس 2005 على موقع واي باك مشين.
- Slide نسخة محفوظة 5 مايو 2005 على موقع واي باك مشين. at uc.edu
- http://www.kumc.edu/instruction/medicine/anatomy/histoweb/eye_ear/eye12.htm نسخة محفوظة 11 سبتمبر 2019 على موقع واي باك مشين.
- http://education.vetmed.vt.edu/Curriculum/VM8054/EYE/RETINA.HTM